# Nathalie Asensi
Pour les articles homonymes, voir Asensi.
Nathalie Asensi, née le 24 octobre 1968, est une boxeuse française.

## Carrière
Championne de Savate Boxe Française, Nathalie Asensi a remporté trois fois la Coupe de France de Style, trois fois le championnat de France Espoir, le Championnat de France Universitaire, le championnat de France Elite en Combat et deux fois le Championnat d'Europe Elite en Combat (Melun en 1996 et Istres en 1998).
Membre de l'équipe de France de 1996 à 2000, elle a tiré sa révérence en compétition en accrochant son dernier titre international (Championnat d'Europe à Istres en mars 1999.
Après un parcours de judokate (Championne de Provence) et de coureuse de fond (victoire en course de montage à « la Ronde de la Carrança » dans les Pyrénées) elle s'engage à près de 20 ans dans la savate. Elle gravit les échelons rapidement en assaut puis en espoir, pour parvenir au plus haut niveau en Elite. Elle étonne alors l'establishment en gagnant son premier titre national en Elite au Centre sportif Max-Rousié de la Porte Pouchet à Paris en battant à l'unanimité la toute nouvelle championne du monde, l'athlétique Josephina Perez, et ce, presque un an jour pour jour après avoir mis au monde sa petite fille Carla. Vaincue seulement au cours de sa carrière en combat que par l’exceptionnelle Nancy Joseph, alors multiple championne du monde de Kickboxing, de Boxe Française, de Full-contact et de Boxe Thaï, Nathalie Asensi, aujourd'hui retirée des rings, continue d’œuvrer pour la Savate en tant que professeur d'Education Physique et Sportive Certifié dans le cadre de l’Éducation nationale.